# Vilma Charlton
Vilma Belle Charlton (ur. 7 grudnia 1946 w Keith w Saint Ann) – jamajska lekkoatletka, sprinterka, medalistka igrzysk panamerykańskich i igrzysk Imperium Brytyjskiego i Wspólnoty Brytyjskiej, trzykrotna olimpijka.

## Kariera sportowa
Odpadła w eliminacjach sztafety 4 × 100 metrów na igrzyskach olimpijskich w 1964 w Tokio. Zwyciężyła w sztafecie 4 × 100 metrów oraz zdobyła brązowy medal w biegu na 200 metrów na igrzyskach Ameryki Środkowej i Karaibów w 1966 w San Juan.
Zdobyła brązowy medal w sztafecie 4 × 110 jardów (która biegła w składzie: Adlin Mair, Una Morris, Charlton i Carmen Smith), a także zajęła 6. miejsce w biegu na 100 jardów i 7. miejsce w biegu na 220 jardów na igrzyskach Imperium Brytyjskiego i Wspólnoty Brytyjskiej w 1966 w Kingston. Na igrzyskach panamerykańskich w 1967 w Winnipeg zdobyła brązowy medal w sztafecie 4 × 100 metrów (w składzie: Carol Cummings, Morris, Audrey Reid i Charlton) oraz zajęła 5. miejsca w biegu na 100 metrów i biegu na 200 metrów.
Odpadła w eliminacjach biegów na 100 metrów i na 200 metrów oraz sztafety 4 × 100 metrów na igrzyskach olimpijskich w 1968 w Meksyku. Na swych trzecich igrzyskach olimpijskich w 1972 w Monachium odpadła w eliminacjach sztafety 4 × 100 metrów.
Była halową mistrzynią Stanów Zjednoczonych w 1967 w biegu na 200 metrów.
Charlton była dwukrotną rekordzistką Jamajki w biegu na 100 metrów do czasu 11,5 s (2 lipca 1967 w Santa Barbara) i czterokrotną w sztafecie 4 × 100 metrów do czasu 45,6 s (13 sierpnia 1966 w Kingston).